# Eupithecia asema
Eupithecia asema es una especie de polilla de la familia Geometridae. La especie fue descrita por primera vez por George Hampson habiendo sido descrita en 1859, con distribución en India. El sintipo de la especie fue descrita en los alrededores de las sabanas del Distrito de Nilgiris, Provincia de Carabaya, a una altitud de 6700 pies (2042,2 m).